# Centre belge de la bande dessinée
Le Centre belge de la bande dessinée (en néerlandais : Belgisch Stripcentrum), ou Musée de la BD, est un musée consacré à la bande dessinée. Il est installé à Bruxelles, rue des Sables, dans le bâtiment art nouveau conçu par Victor Horta en 1906 pour abriter les grands magasins de tissus Waucquez.

## Présentation
Après une complète restauration des lieux de 1984 à 1989, le Centre belge de la bande dessinée ouvre ses portes le 6 octobre 1989.
Devenu un grand musée à vocation internationale, le centre abrite une exposition permanente qui retrace l’histoire de la bande dessinée et qui présente cet Art en faisant la part belle à différents auteurs classiques et contemporains ainsi que plusieurs expositions temporaires sur, par exemple, des auteurs en particulier, (tels que Hergé, Franquin, Peyo, Bob de Moor, Vandersteen, Walthéry, mais aussi Will Eisner, Posy Simmonds, etc.) un style de BD ou encore une édition. Le Centre possède également une imposante bibliothèque de bandes dessinées et un centre de documentation accessible au public (à tel point que le bâtiment Horta seul ne suffit pas à contenir toutes les BD).
Il organise également des rencontres entre les auteurs et le public, des cours de bande dessinée pendant l'année et des stages pendant les vacances.

## Galerie de photographies

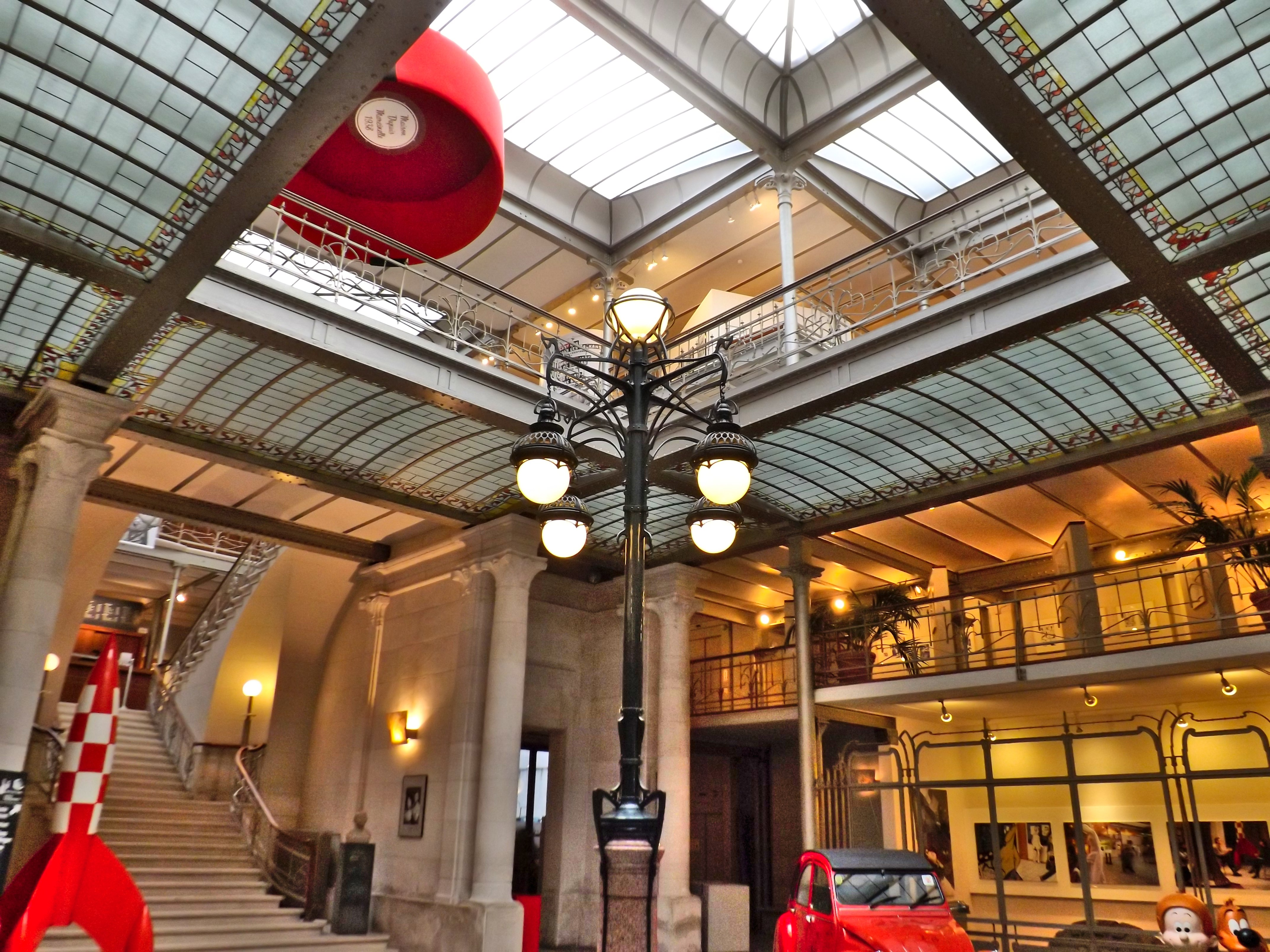
Hall d'entrée du centre belge de la bande dessinée.
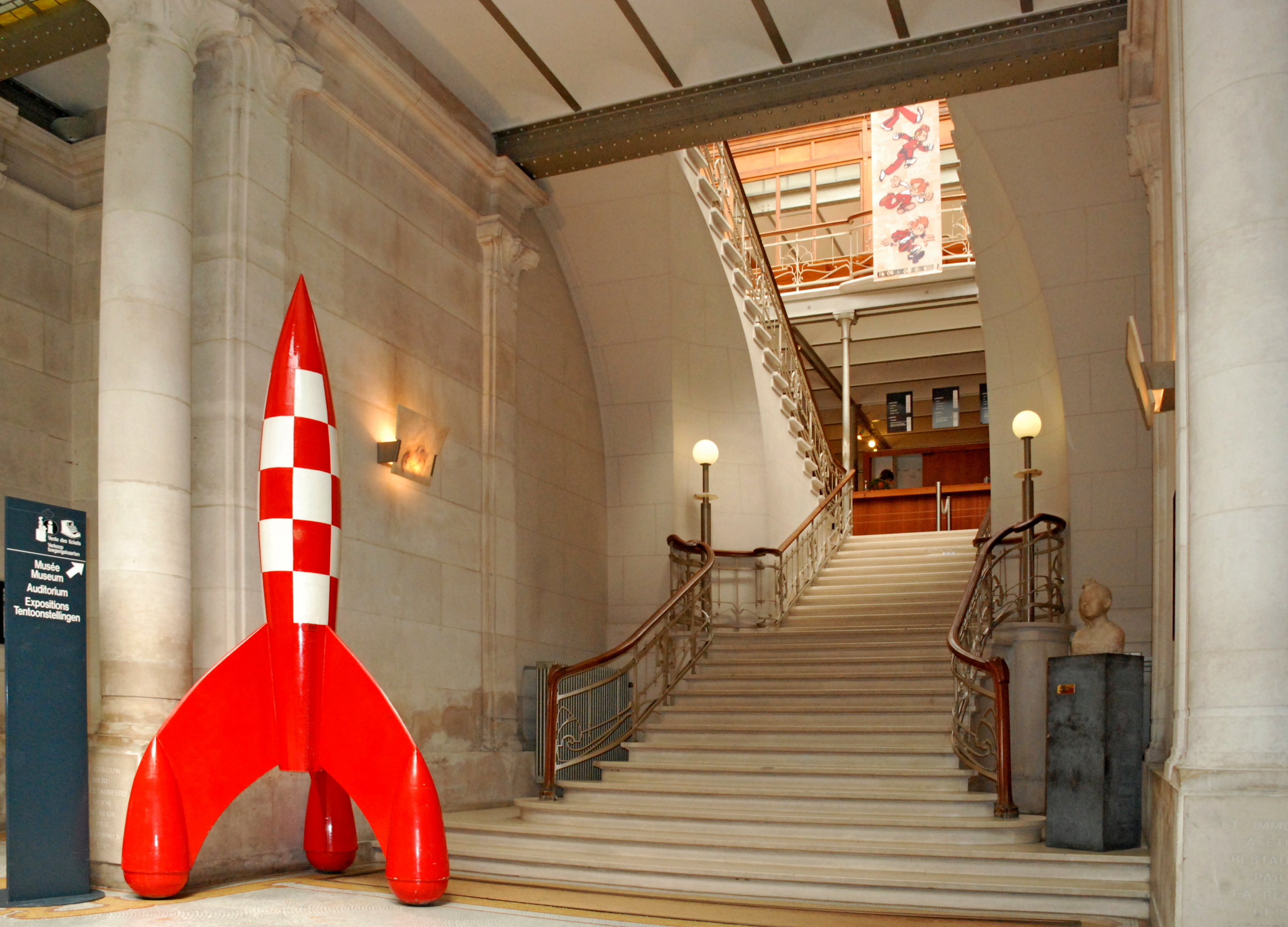
L'escalier de l'entrée.
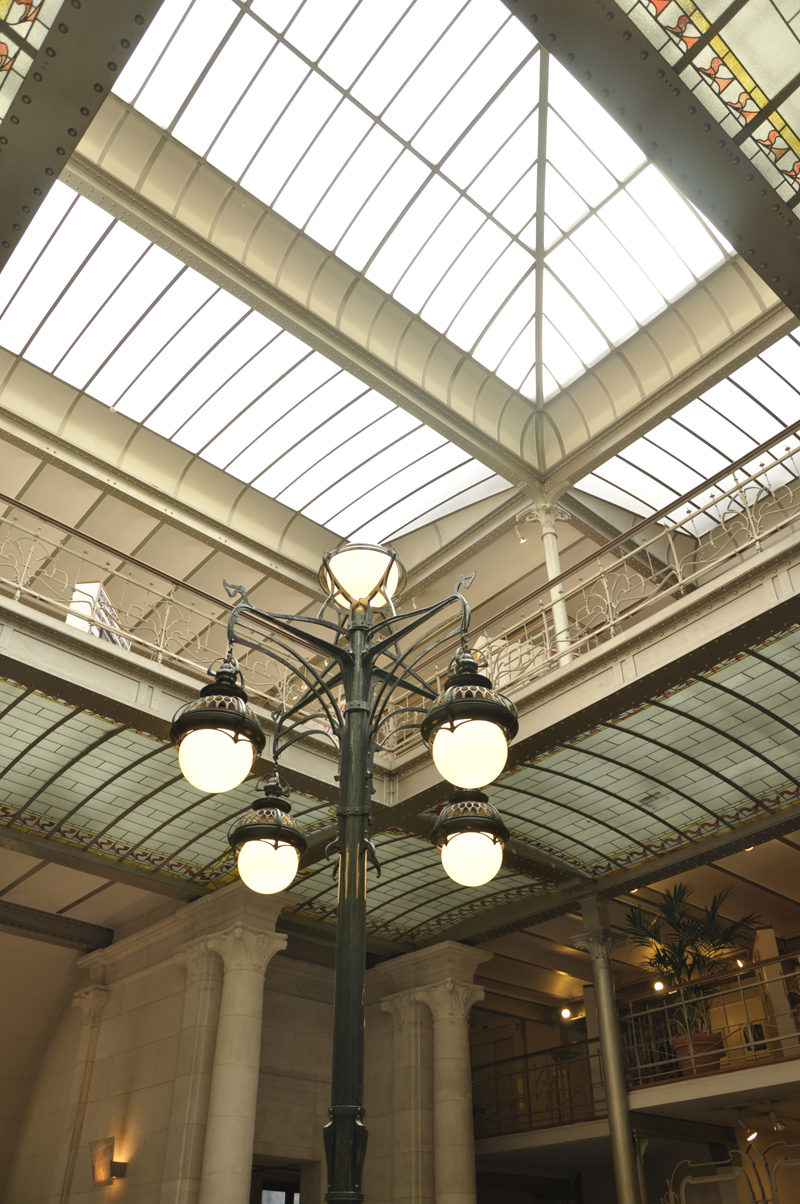
Le principe d'éclairage par le toit en verre par Horta.
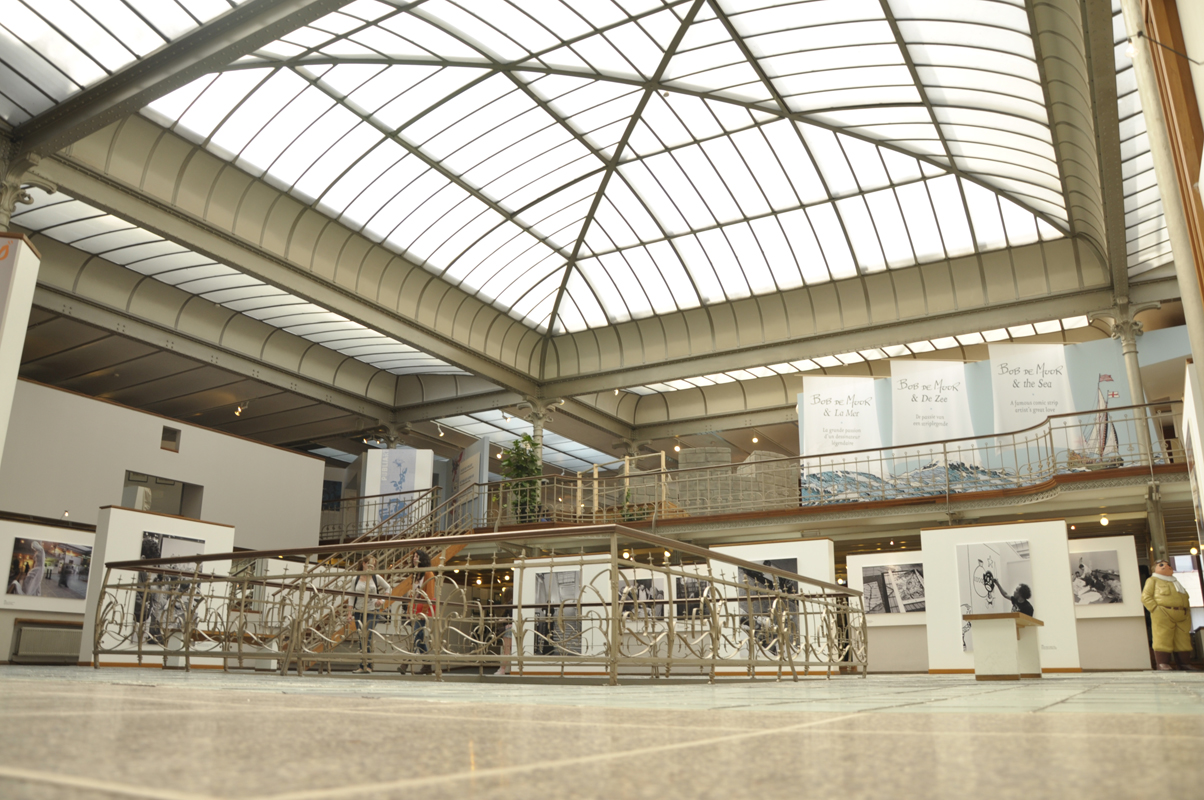
L'étage.
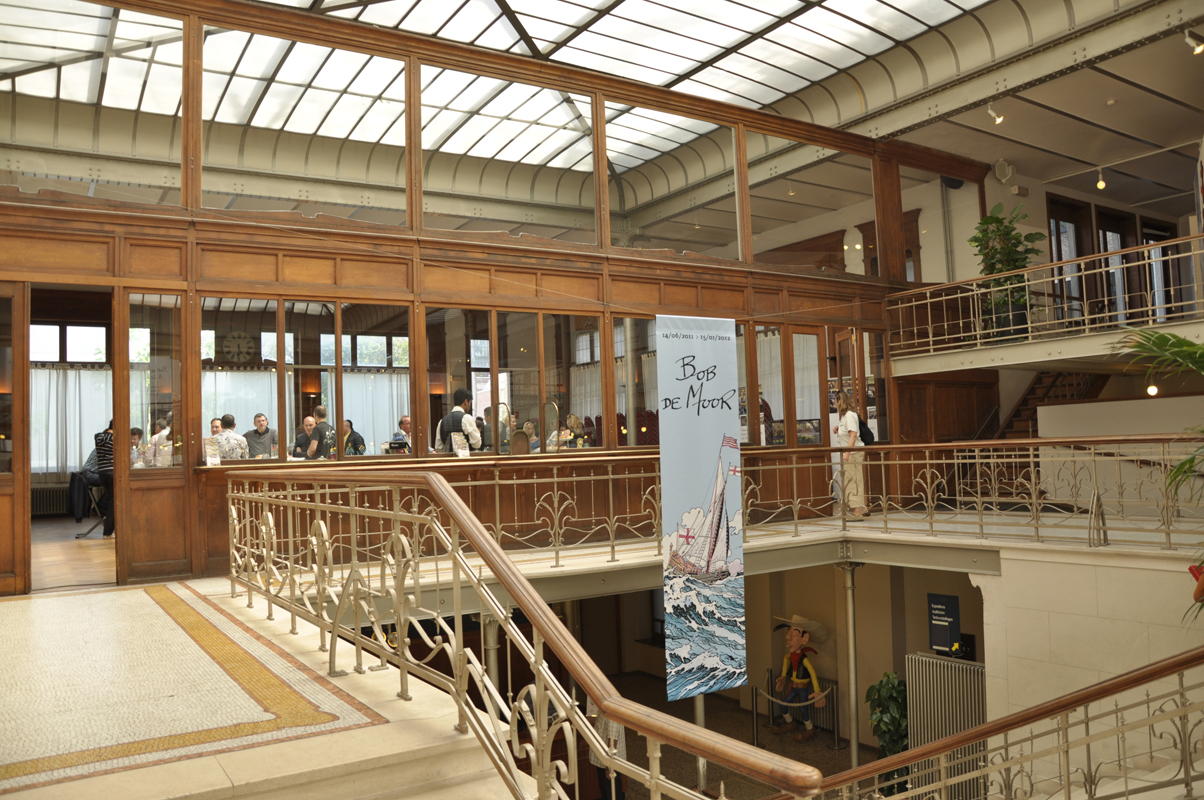
L'étage.
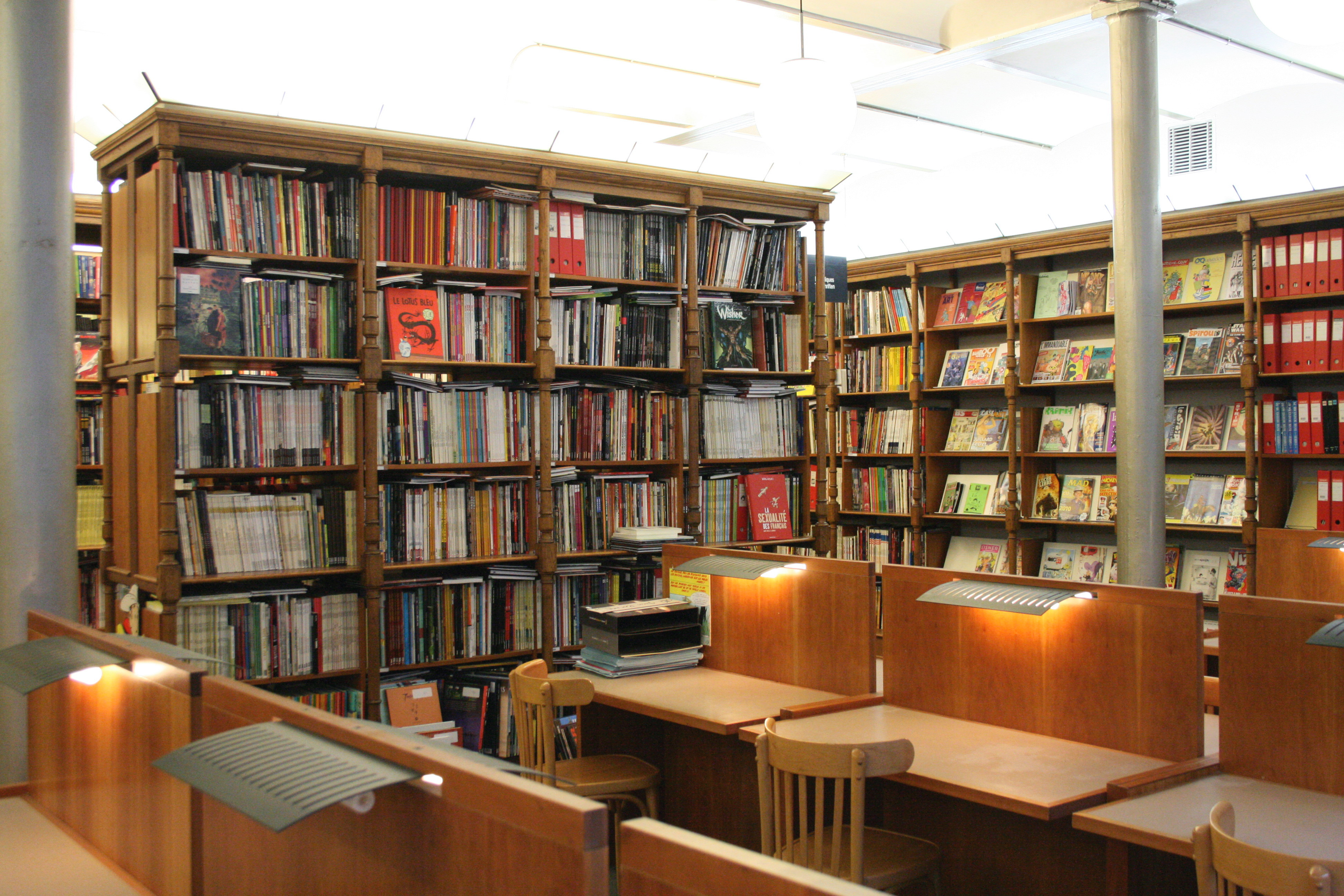
Bibliothèque.
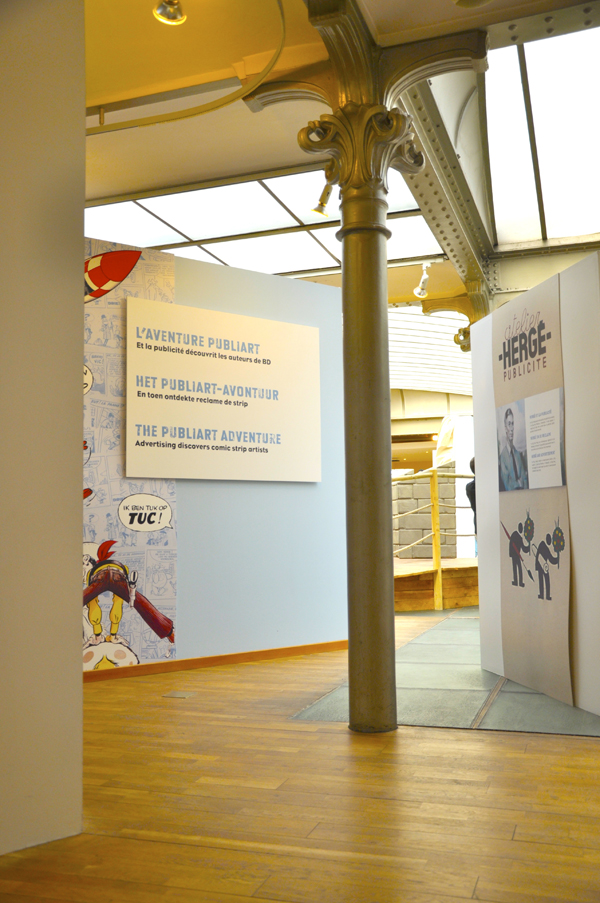
Entrée de l'espace Publiart.